# Нестеренко, Эдуард Геннадьевич
Эдуард Геннадьевич Нестеренко (Эд; 25 сентября 1963, Ленинград — 30 октября 2008, Санкт-Петербург) — советский и российский музыкант, гитарист, певец, автор песен, основатель и бессменный лидер группы «Петля Нестерова»,один из основателей и участник группы «Кофе».

## Биография
Эдуард Нестеренко родился 25 сентября 1963 год в г. Ленинград.
Окончил Ленинградский электротехнический институт им. В. И. Ленина.
Нестеренко является одним из создателей и участником рок-группы «Кофе» (1984-1987). В качестве её участника записал два альбома и участвовал в телепередаче "Музыкальный ринг".
В декабре 1987 года Нестеренко создал рок-группу «Петля Нестерова», где так же был лидером.
Группа выступала на различных известных фестивалях и концертных площадках и имела большую популярность в первые четыре года существования, гастролировала по всей стране,а также в Германии. Эд Нестеренко являлся гитаристом, вокалистом, автором текстов и музыки коллектива.
Группа практически прекратила своё существование в 1994 году, но в 1998 году была создана вновь,но выступала редко и лишь в клубах Москвы и Санкт-Петербурга.
В 2006—2007 годах Нестеренко сосредоточился на участии в различных группах и проектах в качестве приглашённого концертного и сессионного гитариста
.
В начале 2008 года у Эдуарда Нестеренко был диагностирован рак, летом 2008 года у него открылась язва желудка: он потерял много крови, был экстренно госпитализирован и прооперирован.
30 октября 2008 года Эдуард Нестеренко умер от язвы желудка.
Похоронен на Смоленском кладбище.
Со смертью Нестеренко «Петля Нестерова»  прекратила своё существование.

## Дискография

### В группе «Кофе»
- 1984 — Балет, магнитоальбом
- 1986 — Баланс, магнитоальбом, в 2013 — официально переиздан на компакт-диске и LP

### В группе «Петля Нестерова
- 1989 — Кто здесь?, магнитоальбом
- 1991 — Однажды в Р/К. Серебро На Розовом (LP) — «Соблазн»
- 1997 — Ностальгия (CD, переиздание альбома «Кто здесь?» с добавлением двух бонус-треков)
- 2001 — 10 лет питерскому рок-клубу (CD) — «Соблазн»
- 2001 — Salto Mortale (CD)
- 2019 —  Кто здесь (CD, переиздание магнитоальбома "Кто здесь?" с добавлением семи бонус-треков)

## Память
В 2009 году 14 кавер-версий песен Нестеренко были собраны его друзьями-музыкантами в трибьют «ED. Посвящение Эдику Нестеренко и группе ,,Петля Нестерова,,». В альбом вошла впервые опубликованная песня Нестеренко «Космический крейсер», черновой вариант которой был найден случайно и дописан музыкантами группы с любовью и бережным отношением к материалу.
В 2011 году выходит ещё один трибьют группе «Петля Нестерова» - двойной альбом «Вавилонская башня», состоящий из песен Нестеренко для так и не реализованного одноимённого альбома группы, исполненных его друзьями, и малоизвестных или неопубликованных песен и инструментальных композиций как «Петли Нестерова», так и других групп и проектов с участием Эдуарда Нестеренко.